# Bernart de Cornil
Bernart de Cornil o Cornés o Cornilh (fl. XIII secolo) è stato un trovatore limosino, originario di Cornil (Tulle), la cui realtà storica da alcuni studiosi è posta in discussione, in quanto frutto di un'interpretazione testuale del contenuto poetico.
L'occitanista Camille Chabaneau pensava che nell'Equicola di Bernart de Durfort vi fosse non solo vida di Cornil, ma anche molte sue composizioni.
Nella vida-razó di Raimon de Durfort e Turc Malec si fa cenno a un certo cavaliere di Cornil:
A Bernart de Cornil vengono attribuiti due sirventesi.